# Катастрофа Ту-134 под Североморском
Катастрофа Ту-134 под Североморском — авиационная катастрофа самолёта — летающей лаборатории Ту-134ИК Министерства радиопромышленности 17 июня 1982 года близ Североморска, в которой погибли 15 человек.

## Самолёт
Ту-134АК с заводским номером 62400 и серийным 53-02 был выпущен Харьковским авиационным заводом в 1979 году. Этот самолёт с государственным регистрационным номером СССР-65687 был передан в НИИ-17 (Москва) Министерства радиопромышленности СССР. В дальнейшем на его базе была сделана летающая лаборатория для испытаний аппаратуры обнаружения подводных лодок Ту-134ИК (испытательный комплекс, также был известен как «самолёт-лаборатория № 400»).

## Экипаж и пассажиры
Пилотировал самолёт экипаж ЛИИ имени Громова в составе:
- Командир воздушного судна — Хатковский Виктор Станиславович (общий налёт около 3800 часов)
- Второй пилот — Плаксин Владимир Васильевич
- Штурман — Черярин Владимир Алексеевич
- Штурман — Серов Пётр Александрович (в момент происшествия находился в салоне)
- Бортмеханик — Журавлёв Юрий Сергеевич
- Бортмеханик — Манецкий Владимир Григорьевич
- Бортрадист — Люляев Виктор Сергеевич
- Ведущий инженер по лётным испытаниям систем навигации — Хоченков Борис Васильевич
- Авиамеханик — Казаков И. Н.
- Авиамеханик — Тришкин В. А.

В качестве служебных пассажиров на борту самолёта находились специалисты, участвовавшие в создании установленной на нём системы слежения за подводными лодками, включая Главного конструктора:
- Ф. А. Кулев
- В. А. Фролов
- В. П. Калачев
- В. М. Алексеев
- В. А. Арчаков
- В. И. Харламов

## Катастрофа
Самолёт перебазировался из Москвы в Североморск. Имея на борту специальную аппаратуру и являясь основным элементом разрабатываемой системы обнаружения и слежения за подводными лодками вероятного противника, борт 65687 должен был участвовать в воздушно-космическом эксперименте с привлечением наряда сил военно-морского флота. Фактически после завершения данного эксперимента в Советском Союзе бы имелась система контроля перемещений атомных подводных лодок в Мировом океане.
Заход на посадку на аэродром Североморск-1 (по другим данным — Североморск-2) выполнялся в условиях тумана. Ту-134 снизился до высоты круга 600 метров, но затем из-за сильного бокового ветра отклонился влево от посадочной прямой. На посадочной прямой командир Хатковский отключил автопилот, оставив при этом включённым автомат тяги, и перешёл на ручное пилотирование. Хотя курсо-глиссадная система на борту показывала боковое уклонение, лётчики её не использовали, так как ошибочно посчитали неисправной. На расстоянии 15,5 километров от аэродрома самолёт начал снижаться с высоты 600 метров с вертикальной скоростью 2—3 м/с. Когда до аэродрома оставалось 12 километров, диспетчер дал указание выполнять снижение по глиссаде, после чего экипаж увеличил вертикальную скорость до 7 м/с, что было выше расчётной, при этом машину начало уводить влево от курса посадки. Через 5 секунд и за 25 секунд до столкновения сработала система опасного сближения с землёй, которая выдавала сигнал об опасности в течение пары секунд, однако экипаж на неё не отреагировал, а траектория снижения не менялась. Через 3 секунды и ещё через 7 секунд (22 и 15 секунды до столкновения) диспетчер давал команду «Горизонт». В момент передачи второй команды Ту-134 находился на высоте 300 метров и снижался с прежней траекторией. Затем на высоте 240—250 метров и в 1000 метрах левее посадочного курса молчавший до этого штурман Черярин попытался предупредить командира об опасности, сказав: Командир. Доверни вправо!… Командир! Доворачивай вправо с набором!. Однако командир Хатковский никак не отреагировал на предупреждение штурмана. Второй пилот Плаксин при этом не стал брать штурвал и исправлять ситуацию.
Самолёт находился на высоте 206 метров над уровнем аэродрома, когда, пролетая над сопкой, врезался в тросовую антенну установленной на вершине сопки радиомачты. При ударе об антенну был уничтожен приёмник ПВД и прорезаны зализы крыла и стабилизатора. Скорость резко упала, и командир только в этот момент взял штурвал «на себя». В результате полученных повреждений планера самолета, через 7—8 секунд Ту-134 почти плашмя врезался в склон сопки, проскользил по нему и полностью разрушился о находящиеся на склоне валуны, после чего — загорелся. Рядовой Громыко срочной службы радиолокационного поста, услышав шум, прибыл к месту падения через 10 минут, где обнаружил выжившего командира Хатковского. Все остальные 15 человек на борту погибли. Также была полностью уничтожена специальная аппаратура для обнаружения подлодок.

## Причины
Никакой катастрофы могло и не быть, если бы хоть один в экипаже выполнял свои обязанности.Леонид Степанович Попов — заслуженный штурман-испытатель СССР
По мнению комиссии, катастрофа произошла из-за ряда нарушений в действиях экипажа:
- КВС Хатковский — не организовывал работу экипажа и не требовал работы от остальных по контролю и дублированию
- Второй пилот Плаксин — не вмешивался в управление, даже после ряда предупреждений
- Штурман Черярин — упустил снижение под глиссаду
- Бортинженер Журавлёв — при заходе на посадку вообще молчал
- Бортрадист Люляев — не читал соответствующую контрольную карту